# Corrección bolométrica
La corrección bolométrica es un término utilizado en astronomía para ajustar la magnitud absoluta de un objeto celeste y obtener su magnitud bolométrica, que representa la radiación emitida en todas las longitudes de onda del espectro electromagnético. Este ajuste es esencial para determinar la luminosidad real de estrellas y otros cuerpos celestes, ya que la mayoría de los instrumentos miden solo una fracción del espectro (como el visible).

## Definición y fórmula
La corrección bolométrica se define como la diferencia entre la magnitud visual y la magnitud bolométrica:

{\displaystyle m_{bol}=m_{v}-BC}

Para estrellas similares al Sol (tipo espectral F5), la corrección es mínima, mientras que es significativa en estrellas de clases O/B (radiación ultravioleta) y K/M (radiación infrarroja).

## Valores típicos
| Clase Espectral | Secuencia Principal | Gigantes | Supergigantes |
| --------------- | ------------------- | -------- | ------------- |
| O3              | -4.3                | -4.2     | -4.0          |
| G0              | -0.10               | -0.13    | -0.1          |
| K5              | -0.66               | -1.19    | -1.00         |
| M0              | -1.21               | -1.28    | -1.3          |

## Calibración estándar
La Unión Astronómica Internacional (IAU) estableció en 2015:
- Luminosidad de referencia: 3.0128 x 10²⁸ W.
- Magnitud bolométrica del Sol: es igual a 4.75 con una corrección de -0,07.

## Aplicaciones
- Cálculo de luminosidad estelar mediante:

{\displaystyle M_{bol}-M_{bol,\odot }=-2.5\log \left({\frac {L}{L_{\odot }}}\right)}

- Comparación de estrellas en distintas etapas evolutivas.[3]